# Caffè filosofico

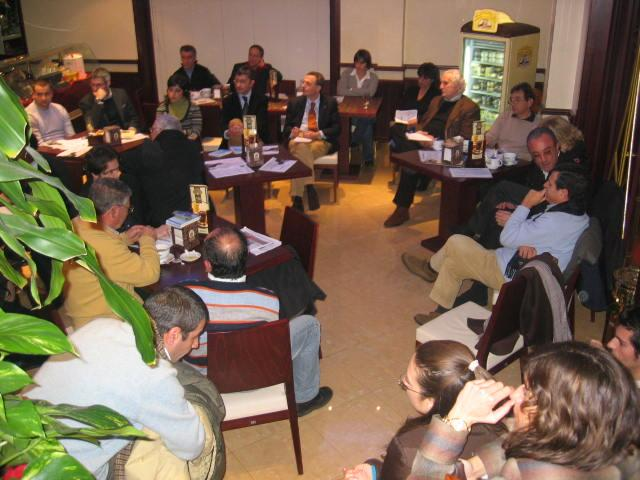
Un caffè filosofico a Rossano.

Il termine caffè filosofico (dal francese café philosophique) rimanda agli anni del Settecento, quando era comune riunirsi nei salons e nei café per discutere di argomenti di diversa natura. Pratica nata in Francia come esercizio dell'opinione, non confinato nei complessi problemi filosofici, ha subito varcato i confini nazionali, giungendo anche in Italia.
Uno dei maggiori seducenti conversatori dei principali salotti letterari dell'epoca era Diderot e insieme a lui, vi partecipavano, tra l'altro, Montesquieu, Rousseau e Voltaire.

## Caffè filosofici
La discussione, nei caffè o in luoghi non convenzionali, è pratica giunta fino ai giorni nostri. A riscoprire la bellezza dei café philo fu, nel 1992, il filosofo francese Marc Sautet. Luogo di dibattito il  Café des Phares a Parigi nei dintorni di Place de la Bastille. Sulla scia di Sautet, ad oggi, sono circa 170 i café philo in Francia e 80 in diversi paesi del mondo.
L'odierno  caffè filosofico, inteso come libero scambio di opinioni, ha uno schema preciso. I temi del dibattito possono essere i più svariati e spesso seguire canoni non convenzionali. Importante è la funzione del  moderatore, il quale avvia la discussione e gestisce il dibattito, spostandolo, a volte, su diversi fronti.
È essenziale, all'interno della discussione, fare interventi argomentati, rispettare il proprio turno e le opinioni altrui. Ogni partecipante, inoltre, è libero di prendere la parola e i presenti devono prestare ascolto senza interrompere. In genere, la durata di ogni singolo intervento è di circa 3 minuti.

## Storia

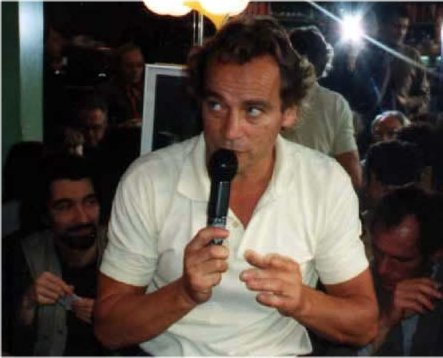
Marc Sautet

I  caffè filosofici nascono a Parigi, nel 1992, grazie all'iniziativa del filosofo Marc Sautet, il primo ad aver aperto in Francia uno studio di consulenza filosofica, sulle orme di quanto iniziato da Gerd B. Achenbach in Germania.
Nel suo saggio Socrate al caffè, unico testo pubblicato in Italia ove si parli di caffè filosofici, Sautet spiega che l'iniziativa nacque praticamente per caso: nel luglio del '92, durante un'intervista radiofonica, gli era capitato di render noto che tutte le domeniche si incontrava con alcuni amici al  Café des Phares, in Place de la Bastille a Parigi, per parlare della recente apertura del suo studio di consulenza filosofica. Alcuni ascoltatori si convinsero che invece di parlare di attualità argomenti giornalieri e anche temi filosofici, Sautet parlasse solo di temi filosofici dato queste informazioni errate si misero a cercarlo. Nonostante l'equivoco, Sautet fu ben contento di intavolare estemporanee discussioni. Dopo alcuni giorni si era già formato un gruppo di persone che tornava regolarmente per riprendere il dialogo e proporre nuovi temi. I media, non sempre con parole lusinghiere, s'interessarono al fenomeno, che crebbe ancora, finché all'appuntamento domenicale giunsero a recarsi anche duecento persone, tanto che non bastavano gli spazi, molti rimanevano esclusi e le locandine di convocazione dovettero invitare gli interessati a presentarsi con largo anticipo e muniti di sedie personali…
Oggi - nonostante la prematura scomparsa di Sautet, avvenuta nel 1998 - il fenomeno ha prodotto oltre 170 caffè filosofici in Francia e un'ottantina nei più diversi paesi del mondo - perfino in Honduras e Nicaragua! Essi sono coordinati e sostenuti da un'associazione, Philos - diretta da Pascal Hardy, inizialmente collaboratore di Sautet - che ne promuove l'attività, favorisce la creazione di nuovi circoli, pubblica una rivista dallo stesso nome ed ha una ricca pagina Internet che presenta annunci da tutto il mondo e materiali di quanto i caffè filosofici fanno o hanno svolto in passato.

## Argomenti trattati in un caffè filosofico

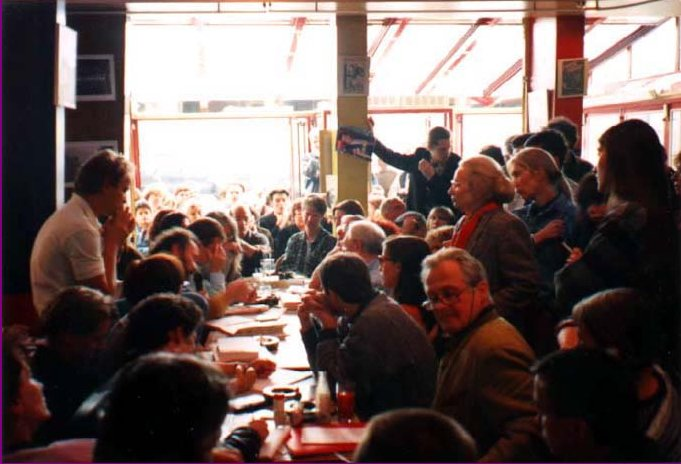
Marc Sautet al Café des Phares nel 1994

I temi sono piuttosto vari. Nel suo libro, Sautet ne cita alcuni:
la morte (primo tema affrontato al "Café des Phares"), La violenza è propria dell'uomo o si trova negli animali e in natura?, Il tempo, Una decisione la prendiamo, o ci prende?, Abbiamo diritto di negare l'evidenza?, Da cosa riconosciamo un dubbio?
Altri si possono trovare nelle pagine web di altri caffè sparsi per il mondo:
Cos'è la vita?, La coscienza, La libertà, Qualcosa dal nulla, L'egoismo - ed ancora altri decisamente più "quotidiani" - Cos'è il matrimonio?, L'apprendimento, Assumersi i rischi, Il contorto significato delle parole, La coscienza tecnologica, Lo spirito del tempo, La creatività, Il sonnambulismo, Cos'è la vera amicizia?, I miracoli, Ridere in un mondo triste.